# Сал-Адьянов
Сал-Адьянов — хутор в Дубовском районе Ростовской области. Входит в состав Андреевского сельского поселения.

## История
Основан не позднее 1937 года. В 1939 году в составе Эркетиновского сельского совета.

## Физико-географическая характеристика
Хутор расположен в пределах Ергенинской возвышенности, являющейся частью Восточно-Европейской равнины, на левом берегу реки Сал, к востоку от хутора Адьянов. Рельеф местности равнинный, имеет общий уклон к северу, по направлению к реке Сал, на высоте 44 метра над уровнем моря. Почвенный покров комплексный: представлен каштановыми солонцеватыми и солончаковыми почвами и солонцами (автоморфными), в пойме Сала — пойменными засоленными
По автомобильной дороге расстояние до Ростова-на-Дону составляет 320 км, до районного центра села Дубовское — 14 км, до административного центра сельского поселения станицы Андреевская — 23 км.На данный момент хутор полностью заброшен.

## Население
| 1989 | 2002 | 2010 |
| ---- | ---- | ---- |
| 10   | ↗19  | ↘8   |

## Улицы
- ул. Раздольная.